# ملحمة بستر إسكريجز (فلم)
ملحمة بستر إسكريجز  هو فيلم أمريكي كتب وإخرج وانتج من قبل الأخوين كوين. الفيلم من بطولة تيم بليك نيلسون، ليام نيسون، جيمس فرانكو، زوي كازان، تاين دالي، توم ويتس. تم عرض الفيلم لأول مرة في  مهرجان البندقية السينمائي الدولي رقم 75 في 31 أغسطس 2018 ، حيث فاز بجائزة أوسيلا الذهبية عن أفضل سيناريو الفيلم سيعرض في 16 نوفمبر على نيتفليكس.

## الطاقم

### ملحمة بستر إسكريجز
- تيم بليك نيلسون في دور سكارج
- ويلي واتسون في دور الطفل

## الإنتاج
جويل وإيثان كوين أعلن عن ملحمة بستر إسكريجز في كانون الثاني / يناير 2017 بالتعاون مع انابورنا . اشترت نيتفليكس المشروع في آب / أغسطس المكون من ست حلقات. العمل مبني على أساس قصص في الغرب الأمريكي كتبها الأخوين على مدى فترة 25 عاما.

## روابط خارجية
- مقالات تستعمل روابط فنية بلا صلة مع ويكي بيانات